# Yami Safdie
Yamila Safdie (Haedo, Buenos Aires; 20 de octubre de 1997), conocida simplemente como Yami Safdie, es una cantante, influencer  y compositora argentina.  En 2023 saltó a la fama en Argentina por su canción «De nada». En 2024, se dio a conocer en América Latina por su sencillo «En otra vida» en colaboración con Lasso.

## Biografía

### Primeros años e inicios
Inició sus estudios en canto y teatro musical a los 9 años. Durante su adolescencia, estudió música en el Conservatorio Alberto Ginastera posteriormente cursó la Licenciatura en Artes Escénicas. A sus 19 años comenzó a subir covers a sus redes sociales, lo que le dio una amplia audiencia en redes sociales como Instagram y TikTok. Entre los años 2018 y 2020 trabajó como animadora de fiestas infantiles.

### Carrera
En el 2021, la artista firmó con la discográfica Warner Music Group. Ese año lanzó sus primeras canciones originales como «Caminar Sola», «Flashear», «FC» y «Pa´ Quererme Así».
A principios de 2022 estrenó Como Si Na, colaboración junto a Lautaro López. Este lanzamiento sería el primero de una seguidilla de adelantos que formarían parte de su álbum debut titulado Dije que no me iba a enamorar. Este último contó con 7 canciones en solitario y 6 colaboraciones, dentro de las que se destaca El Bolero junto al reconocido cantante argentino Milo J. La mencionada colaboración se viralizó en más de 10 países de Latinoamérica, fue tendencia en plataformas digitales y formó parte del Billboard Hot 100 Argentina. Su éxito dio lugar al estreno de la versión acústica titulada El Bolero (Acústico).
En 2023 fue nominada como Mejor Nuevo Artista a los TikTok Awards Night y los Premios Carlos Gardel. Además, participó en diversos festivales y shows como el Primavera Sound Argentina y fue la telonera en la gira en Argentina del reconocido intérprete mexicano Luis Miguel. En noviembre del mencionado año lanzó su segundo álbum de estudio titulado Sur.

## Filmografía
| Año  | Título                     | Rol    | Notas                |
| ---- | -------------------------- | ------ | -------------------- |
| 2021 | Abejas, el arte del engaño | Luz    | Episodio: «Cronopio» |
| 2023 | Freeks                     | Camila | Participación        |
| 2023 | Nada                       | Gala   | Participación        |

| Año  | Programa         | Rol                        | Notas |
| ---- | ---------------- | -------------------------- | ----- |
| 2025 | La Voz Argentina | Asesora del Equipo Soledad |       |

## Discografía

### Álbumes de estudio
| Año  | Álbum |
| ---- | --- |
| 2022 | Dije que no me iba a enamorar - Lanzamiento: 16 de noviembre de 2022. - Formatos: Descarga digital y streaming |
| 2023 | Sur - Lanzamiento: 23 de noviembre de 2023. - Formatos: Descarga digital y streaming                           |

### EP
| Año  | EP                                                                                   |
| ---- | ------------------------------------------------------------------------------------ |
| 2024 | Modales - Lanzamiento: 11 de julio de 2024. - Formatos: Descarga digital y streaming |

### Sencillos
| 2017                                                                           | «Tan fuerte»                                                     | —  | —  | —  | —  | —  | —  |                   | Sencillo sin álbum            |
| 2018                                                                           | «Estoy mejor»                                                    | —  | —  | —  | —  | —  | —  |                   | Sencillo sin álbum            |
| 2018                                                                           | «Summer Night»                                                   | —  | —  | —  | —  | —  | —  |                   | Sencillo sin álbum            |
| 2019                                                                           | «Desde que te fuiste»                                            | —  | —  | —  | —  | —  | —  |                   | Sencillo sin álbum            |
| 2019                                                                           | «No quiero» (con Amorina)                                        | —  | —  | —  | —  | —  | —  |                   | Sencillo sin álbum            |
| 2019                                                                           | «Por cobarde» (con Emanero)                                      | —  | —  | —  | —  | —  | —  |                   | Sencillo sin álbum            |
| 2020                                                                           | «No me digas» (con Bimoud)                                       | —  | —  | —  | —  | —  | —  |                   | Sencillo sin álbum            |
| 2021                                                                           | «Caminar sola»                                                   | —  | —  | —  | —  | —  | —  |                   | Sencillo sin álbum            |
| 2021                                                                           | «FC»                                                             | —  | —  | —  | —  | —  | —  |                   | Sencillo sin álbum            |
| 2021                                                                           | «Flashear»                                                       | —  | —  | —  | —  | —  | —  |                   | Sencillo sin álbum            |
| 2021                                                                           | «Pa quererme así»                                                | —  | —  | —  | —  | —  | —  |                   | Sencillo sin álbum            |
| 2022                                                                           | «Como si na» (con Lautaro López)                                 | —  | —  | —  | —  | —  | —  |                   | Dije que no me iba a enamorar |
| 2022                                                                           | «Catálogo» (con Francely Abreuu)                                 | —  | —  | —  | —  | —  | —  |                   | Dije que no me iba a enamorar |
| 2022                                                                           | «El show»                                                        | —  | —  | —  | —  | —  | —  |                   | Dije que no me iba a enamorar |
| 2022                                                                           | «La canción + bella»                                             | —  | —  | —  | —  | —  | —  |                   | Dije que no me iba a enamorar |
| 2022                                                                           | «El bolero» (con Milo J)                                         | —  | —  | —  | —  | —  | —  |                   | Dije que no me iba a enamorar |
| 2022                                                                           | «Uno de esos días» (con Vesta Lugg)                              | —  | —  | —  | —  | —  | —  |                   | Muy mucho                     |
| 2023                                                                           | «Me equivoqué»                                                   | —  | —  | —  | —  | —  | —  |                   | Sencillo sin álbum            |
| 2023                                                                           | «De nada»                                                        | —  | —  | —  | —  | —  | —  |                   | Dije que no me iba a enamorar |
| 2023                                                                           | «De nada (remix)» (con Micro TDH y Rusherking)                   | 35 | —  | —  | —  | —  | —  |                   | Modales                       |
| 2023                                                                           | «Curá de espanto» (con AFTER)                                    | —  | —  | —  | —  | —  | —  |                   | Sencillo sin álbum            |
| 2023                                                                           | «Señales»                                                        | —  | —  | —  | —  | —  | —  |                   | Sencillo sin álbum            |
| 2023                                                                           | «Nasty Girl» (con Ángela Torres, Ingratax y LUANA)               | —  | —  | —  | —  | —  | —  |                   | Sencillo sin álbum            |
| 2023                                                                           | «Demasiado» (con Álvaro De Luna)                                 | —  | —  | —  | —  | —  | —  |                   | Sencillo sin álbum            |
| 2023                                                                           | «Palos 2» (con Reality)                                          | —  | —  | —  | —  | —  | —  |                   | Sencillo sin álbum            |
| 2023                                                                           | «Alguien más» (con Dannylux)                                     | —  | —  | —  | —  | —  | —  |                   | Sur                           |
| 2023                                                                           | «Inmaduros» (con Lautaro López)                                  | —  | —  | —  | —  | —  | —  |                   | Lejos de casa                 |
| 2023                                                                           | «Vergüenza» (con Alex Ponce)                                     | —  | —  | —  | —  | —  | —  |                   | Sencillo sin álbum            |
| 2023                                                                           | «No llores» (con L-Gante)                                        | —  | —  | —  | —  | —  | —  |                   | Sur                           |
| 2023                                                                           | «Tango de crueldad» (con Omar Montes)                            | —  | —  | —  | —  | —  | —  |                   | Sur                           |
| 2024                                                                           | «Piel a piel (remix)» (con Valentina Olguín, Lil Cake y Treekoo) | —  | —  | —  | —  | —  | —  |                   | Sencillo sin álbum            |
| 2024                                                                           | «4 paredes» (con Vanesa Martín)                                  | —  | —  | —  | —  | —  | —  |                   | Sencillo sin álbum            |
| 2024                                                                           | «He pasado por mucho (remix)» (con Yarge y Micro TDH)            | —  | —  | —  | —  | —  | —  |                   | Sencillo sin álbum            |
| 2024                                                                           | «Gracias»                                                        | —  | —  | —  | —  | —  | —  |                   | Modales                       |
| 2024                                                                           | «Coquette (remix)» (con Briella y La Joaqui)                     | —  | —  | —  | —  | —  | —  |                   | Código rosa                   |
| 2024                                                                           | «Tu versión de la historia» (con Flor Álvarez)                   | —  | —  | —  | —  | —  | —  |                   | Sencillo sin álbum            |
| 2024                                                                           | «5 Babys» (con Kimberly Loaiza, Bellakath, Fariana y Ptazeta)    | —  | —  | —  | —  | —  | —  |                   | X amor II                     |
| 2024                                                                           | «En otra vida» (con Lasso)                                       | 6  | 23 | 16 | 19 | 54 | 24 | - PROMUSICAE: Oro | Sencillo sin álbum            |
| 2025                                                                           | «Querida yo» (con Camilo)                                        | 35 | —  | —  | —  | 61 | —  |                   | Sencillo sin álbum            |
| 2025                                                                           | «Tu nombre» (con Coti)                                           | —  | —  | —  | —  | —  | —  |                   | Sencillo sin álbum            |
| 2025                                                                           | «Odio odiarme»                                                   | —  | —  | —  | —  | —  | —  |                   | Sencillo sin álbum            |
| 2025                                                                           | «Justo ahora» (con Rusherking)                                   | 38 | —  | —  | —  | —  | —  |                   | Casa 11                       |
| 2025                                                                           | «Una canción bonita» (con 3AM)                                   | —  | —  | —  | —  | —  | —  |                   | Forajidos                     |
| 2025                                                                           | «Es tan corta la vida» (con Reik)                                | —  | —  | —  | —  | —  | —  |                   | TQ                            |
| 2025                                                                           | «+ te vale» (con Emilia)                                         | 12 | —  | —  | —  | —  | —  |                   | Sencillo sin álbum            |
| «—» indica que el sencillo no fue lanzado o no se posicionó en ese territorio. |                                                                  |    |    |    |    |    |    |                   |                               |

## Giras musicales
- Tour de reinas y reyes (2024)[25]

## Premios y nominaciones
| Premio                        | Año  | Categoría                                               | Trabajo nominado              | Resultado | Ref.          |
| ----------------------------- | ---- | ------------------------------------------------------- | ----------------------------- | --------- | ------------- |
| Premios Carlos Gardel         | 2023 | Mejor artista nuevo                                     | Dije que no me iba a enamorar | Nominada  | [ 26 ]        |
| Premios Carlos Gardel         | 2024 | Mejor álbum conceptual                                  | Sur                           | Nominada  | [ 27 ]        |
| Premios Carlos Gardel         | 2025 | Canción del año                                         | «En otra vida»                | Nominada  | [ 28 ]        |
| Premios Carlos Gardel         | 2025 | Mejor colaboración                                      | «En otra vida»                | Nominada  | [ 28 ]        |
| Premios Carlos Gardel         | 2025 | Mejor canción de pop                                    | «En otra vida»                | Nominada  | [ 28 ]        |
| Premios Carlos Gardel         | 2025 | Mejor álbum artista pop urbano                          | Modales                       | Nominada  | [ 28 ]        |
| Premios Heat Latin Music      | 2025 | Mejor artista pop                                       | Yami Safdie                   | Nominada  | [ 29 ]        |
| Premios Heat Latin Music      | 2025 | Artista revelación                                      | Yami Safdie                   | Nominada  | [ 29 ]        |
| Premios Heat Latin Music      | 2025 | Mejor colaboración                                      | «Querida yo»                  | Nominada  | [ 29 ]        |
| Premios Heat Latin Music      | 2025 | Mejor canción viral                                     | «En otra vida»                | Nominada  | [ 29 ]        |
| Premios Juventud              | 2025 | La nueva generación femenina                            | Yami Safdie                   | Pendiente | [ 30 ]        |
| Premios Juventud              | 2025 | Mejor canción pop                                       | «Querida yo»                  | Pendiente | [ 30 ]        |
| Premios Lo Nuestro            | 2025 | Mejor combinación femenina                              | «5 Babys»                     | Nominada  | [ 31 ]        |
| Premios Lo Nuestro            | 2025 | Colaboración del año - Urbana                           | «5 Babys»                     | Nominada  | [ 31 ]        |
| Premios Lo Nuestro            | 2025 | Artista revelación del año femenino - Pop rock / Urbano | Yami Safdie                   | Nominada  | [ 31 ]        |
| Premios Martín Fierro Digital | 2021 | Mejor artista musical                                   | Yami Safdie                   | Nominada  | [ 32 ]        |
| Premios Quiero                | 2023 | Mejor músico influencer                                 | Yami Safdie                   | Ganadora  | [ 33 ]        |
| TikTok Awards                 | 2022 | Artista favorito emergente                              | Yami Safdie                   | Nominada  | [ 34 ]        |
| TikTok Awards                 | 2023 | Mejor nuevo artista                                     | Yami Safdie                   | Nominada  | [ 35 ]        |
| TikTok Awards                 | 2025 | Trend del año                                           | «En otra vida»                | Nominada  | [ 36 ]        |
| Video Prisma Awards           | 2024 | Video pop                                               | «Tu versión de la historia»   | Nominada  | [ 37 ] [ 38 ] |
| Video Prisma Awards           | 2024 | Competencia YouTube Music - Video favorito              | «Tu versión de la historia»   | Ganadora  | [ 37 ] [ 38 ] |
| Video Prisma Awards           | 2024 | Video latino                                            | «Perdón»                      | Ganadora  | [ 37 ] [ 38 ] |
| Video Prisma Awards           | 2024 | Video World Music                                       | «Tango de crueldad»           | Nominada  | [ 37 ] [ 38 ] |
| Video Prisma Awards           | 2024 | Dolby Atmos                                             | «Tango de crueldad»           | Ganadora  | [ 37 ] [ 38 ] |